# Yikes Too
Yikes Too ist ein Jazzalbum von Tim Berne mit Gregg Belisle-Chi und Tom Rainey. Die im März und April 2024 entstandenen Aufnahmen erschienen 2025 auf Screwgun Records/Out of Your Head Records. 

## Hintergrund
Yikes Too ist das zweite gemeinsame Albumprojekt von Screwgun Records und Out of Your Head Records; es umfasst zwei komplette Alben unter einem Titel, eines live und das andere im Studio produziert. Das Material auf CD 1 entstand am 20. April 2024 im Studio Firehouse 12, New Haven, Connecticut; das von CD 2 wurde live am 13. März 2024 im Veranstaltungsort The Royal Room in Seattle mitgeschnitten.
Tim Bernes neues Trio ist nur in seiner Kombination neu: Seine Zusammenarbeit mit Schlagzeuger Tom Rainey reicht bis in die frühen 1980er Jahre zurück, während Gregg Belisle-Chi um 2020 zu Bernes Kreis stieß. Er nahm 2021 eine Reihe von Bernes Kompositionen auf der Akustikgitarre auf, und im darauffolgenden Jahr veröffentlichten sie ein Duo-Album. Einige der Stücke dieser CD erscheinen erneut auf Yikes Too.

## Titelliste
- Tim Berne, with Gregg Belisle-Chi + Tom Rainey – Yikes Too (Screwgun Records – SCREWGUN/OOYH 0002, Out Of Your Head Records – SCREWGUN/OOYH 0002)[1]

CD 1 (Studio)
1. Oddly Enough
2. Guitar Star
3. Yikes
4. Yikes 2
5. Marmite Woman
6. Julius Hemphill (Julius Hemphill)
7. Bat Channel
8. Trauma
9. Poky(e)
10. Sorry Variations

CD 2 (Live in Seattle)
1. Bat Channel
2. Oddly Enough
3. Curls
4. Guitar Star
5. Trauma
6. Sludge
7. Clandestine
8. Middle Seat Blues

Wenn nicht anders vermerkt, stammen die Kompositionen von Tim Berne.

## Rezeption

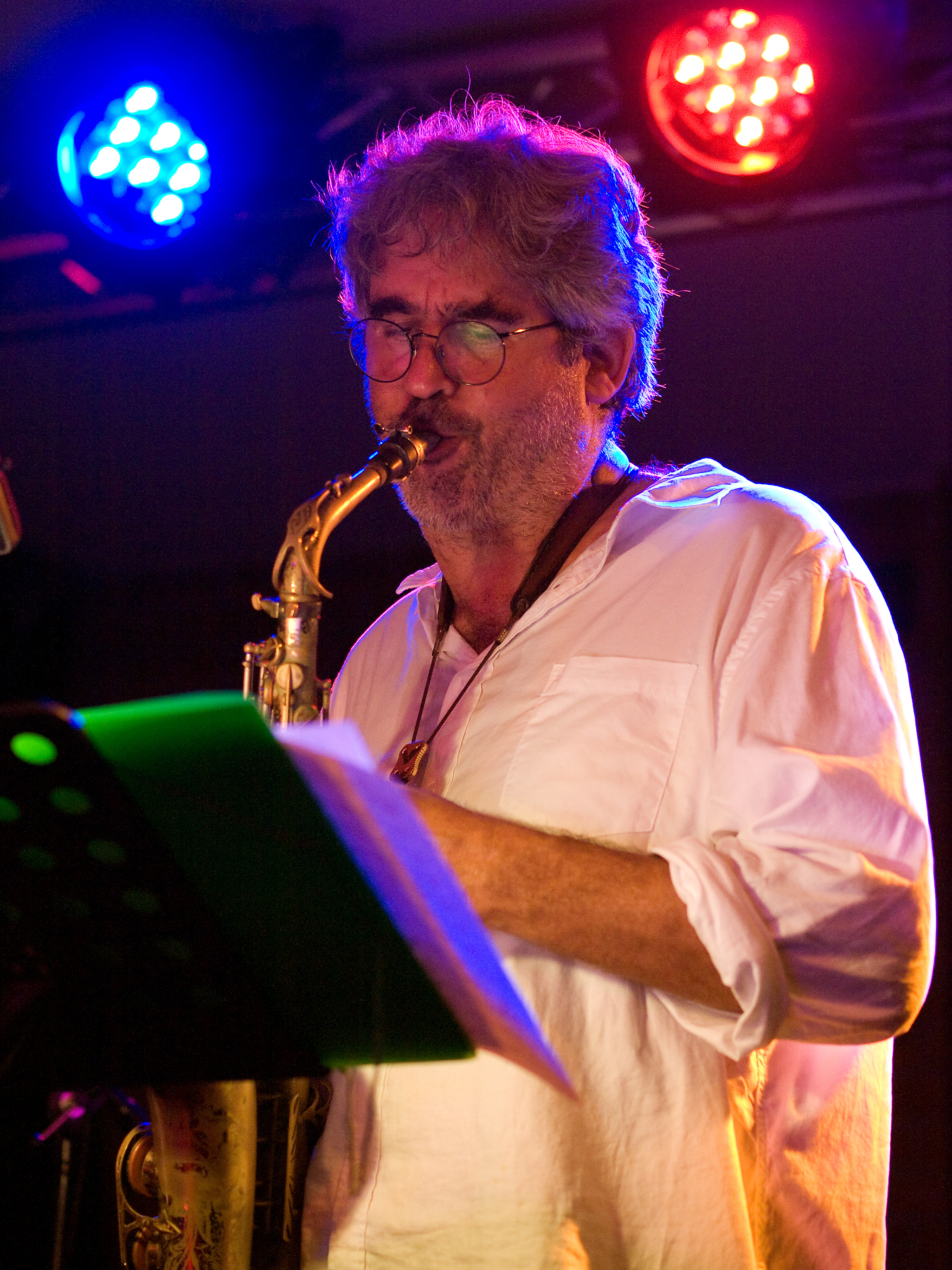
Tim Berne (2010)

Tim Berne, der 70 Jahre alt sei, würde nicht unbedingt zurückschauen; er blicke vielmehr nach vorne und erschließe mit seiner Musik neue Horizonte, indem er ein anregendes neues Trio präsentiere, schrieb S. Victor Aaron (Something Else!) zu Yikes Too. Tom Rainey und Gregg Belisle-Chi seien im Laufe der Jahre in zahlreichen von Berne angeführten Besetzungen aufgetreten, doch Tim Berne sei es gelungen, neue Kompositionen zu präsentieren, die die Dynamik zwischen drei einfühlsamen und explosiven Musikern ausnutzen. Die drei würden mit viel Biss und Originalität spielen, was durch Bernes Partituren noch verstärkt werde.
Der Album-Opener „Oddly Enough“ sei völlig neu und lege gleich richtig los, meinte Phil Freeman (Stereogum/Ugly Beauty). Berne und Belisle-Chi würden unisono eine der langen, gewundenen Melodien des Saxophonisten skizzieren, bevor der Gitarrist ein beißendes, verzerrtes Solo spiele, während Rainey einen schweren Backbeat hinlege, der eher an den Alternative Rock der 1990er-Jahre als an Jazz erinnern würde. Und als Berne wieder einsteige, spiele er in der höchsten Tonlage seines Altsaxophons, und es quietsche wie eine Rückkopplung. Das sei knorrige, raue Musik, die aber auch viel von tief empfundener Schönheit besitze.
Durch Bernes volles Spiel voller Harmonien, seine Fähigkeit, die Eindringlichkeit der Motive, die Nervosität seiner Riffs und die Füllung des Klangraums einzuschätzen, würde er eine breite Palette schaffen, auf der sich ein Diskurs aufbauen lasse, so gewunden er auch sei, schrieb Nicolas Dourlhès (Citizen Jazz). Denn in dieser Hinsicht würde diese Platte zu der Arbeit an der Komposition zurückkehren, die auf dem Album Candid und in geringerem Maße auf Oceans and (2023) vernachlässigt wurde, und konzentriere sich nun auf Improvisation und Arbeit an der Textur. Die Live-Aufnahmen seien nicht die ungezügelten Gegenstücke zu den Studioversionen, denn es handle sich tatsächlich um zwei Ansätze, jeder so intensiv wie der andere, in denen man die raue Poetik des Saxophonisten heraushören könne. Das straffe Format des Trios ermögliche es, ein hohes Maß an Spontaneität mit einem kraftvollen Zusammenspiel aufrechtzuerhalten, was der Interpretation viel Flexibilität verleihe. In den 18 Titeln würden die drei Musiker ein heißes Terrain erkunden, das der abgelenkte Zuhörer angesichts der hohen Ansprüche dieser Musik nicht [komplett] erschließen dürfte.
Das Album gelangte auf Position 26 der Halbjahresliste (1/2025) des Francis Davis Jazz Critics Poll.